# Velika loža Turčije
Velika loža Turčije je prostozidarska velika loža v Turčiji, ki je bila ustanovljena 13. julija 1909.
Združuje 140 lož, ki imajo skupaj 10.540 članov.